# Apolepis philippina
Apolepis brevipilosa – gatunek chrząszcza z rodziny stonkowatych, podrodziny Eumolpinae i plemienia Adoxini.
Gatunek ten opisany został w 2002 roku przez Lwa N. Miedwiediewa.
Chrząszcz o tęgim ciele długości od 2,3 do 3,1 mm, ubarwionym czarno z jasnym owłosieniem i czerwonymi trzema początkowymi członami czułków. Delikatnie punktowany, trójkątny w obrysie, prosty na przedniej krawędzi nadustek oddziela od grubo i głęboko punktowanego czoła głęboki rowek. Pięć szczytowych członów czułków jest tak szerokich jak długich i zaokrąglonych. Na półtora raza szerszym niż dłuższym i wyraźnie od środka ku przodowi zwężonym przedpleczu znajdują się głębokie punkty i zakrzywione, łuskokształtne włoski. Punktowanie błyszczących, owłosionych jak przedplecze pokryw jest silne i częściowo układa się w nieregularne rządki.
Owad znany tylko z filipińskiej wyspy Mindanao.